# Fernão Álvares Cabral
Fernão Álvares Cabral (11 de julho de 1514 – 1 de novembro de 1571) foi o filho mais velho de Pedro Álvares Cabral e Isabel de Castro. Os pais lhe deram o nome de seu avô paterno, Fernão Cabral. Foi o único filho homem de Cabral a ter filhos, visto que seu irmão mais novo, António Cabral, morreu em 1521 sem descendentes. Em sua maturidade, Fernão ascendeu muito socialmente e virou pajem, fidalgo, escudeiro e por fim cavaleiro da Casa do Infante D. Henrique. Chefiou a armada que em 1552 seguiu para a Índia transportando Luís Vaz de Camões.